# Mies van der Rohe Campus
Der Mies van der Rohe Campus – ehemals Mies van der Rohe Business Park – befindet sich auf dem Gelände der einstmaligen Industriegebäude Ludwig Mies van der Rohes der Verseidag.

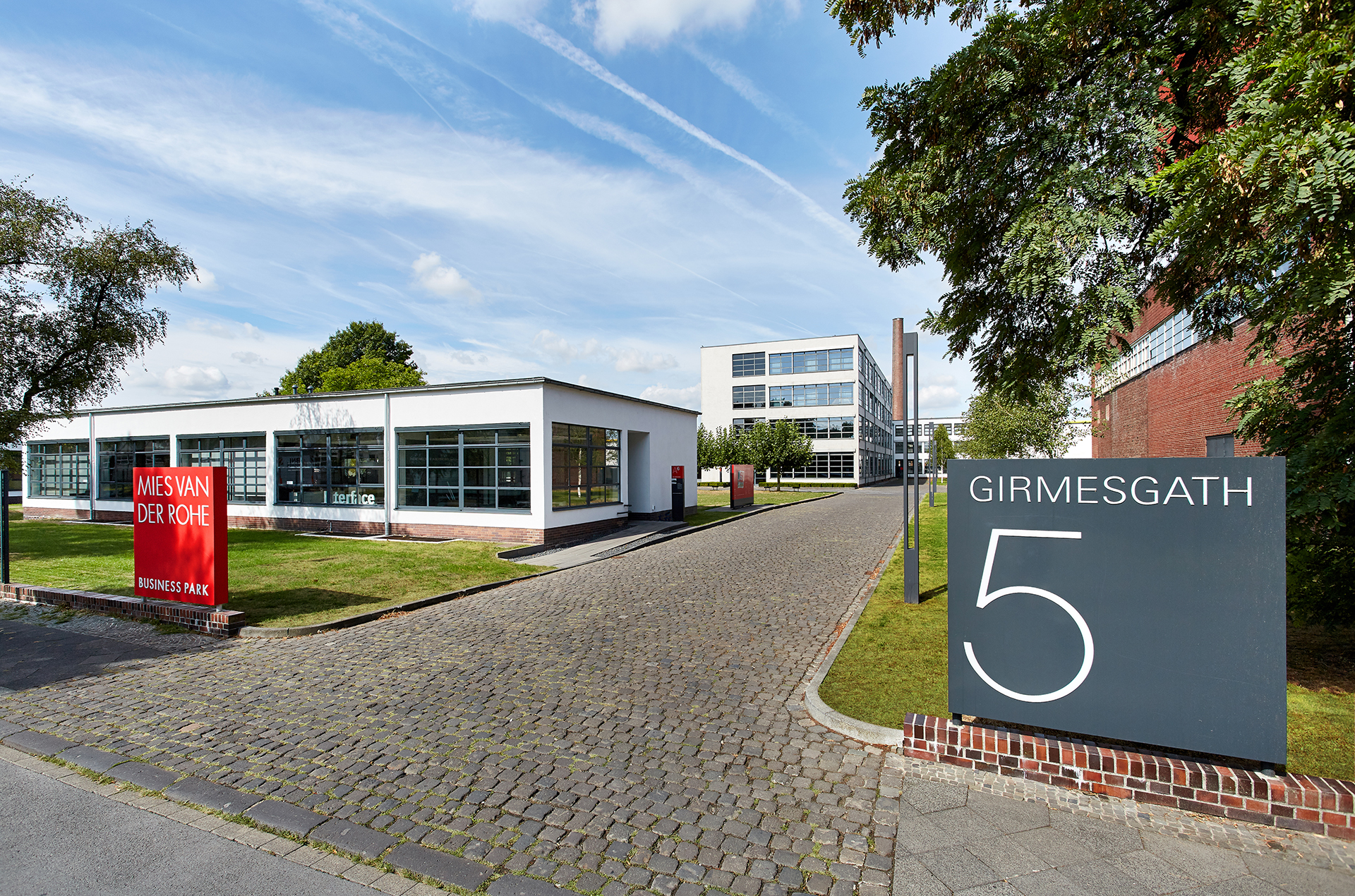
Mies van der Rohe Business Park, Girmesgath 5, 47803 Krefeld

Die Vereinigte Seidenwebereien Aktiengesellschaft kurz VerseidAG war der Zusammenschluss verschiedener Textilbetriebe im niederrheinischen Krefeld. Seit die Firma 1920 gegründet wurde, prägt sie die Identität und das Stadtbild von Krefeld. Zur Anlage gehören verschiedene Gebäude, die u. a. von Ludwig Mies van der Rohe, dem letzten Bauhausdirektor sowie dem Bauhaus-Schüler und Architekten Erich Holthoff geplant wurden. Seit 1999 stehen die Gebäude unter Denkmalschutz und werden restauriert und revitalisiert.

## Geschichte

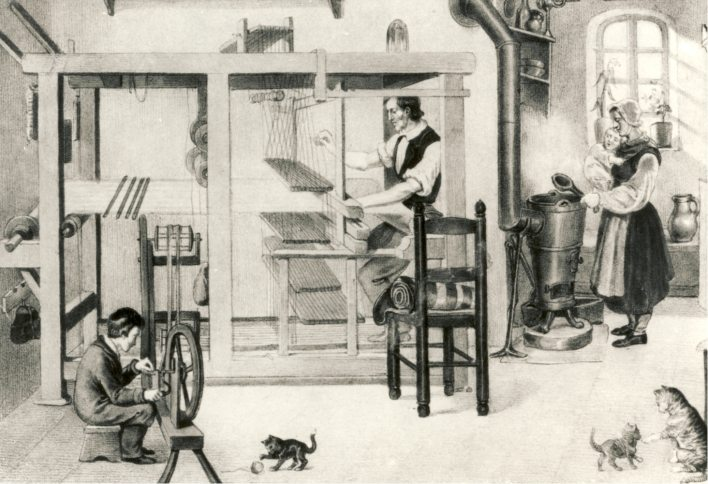
Historischer Seidenwebstuhl, wie sie in Krefeld verwendet wurden

Die Textil- und Seidenindustrie hat in Krefeld eine lange Tradition. Seit dem 18. Jahrhundert war die Stadt für ihre Seide weit über Deutschland hinaus bekannt. Sogar Napoleon Bonaparte und König Friedrich der Große trugen Seide vom Niederrhein. Die Architektur der Stadt war bis in die Wohnhäuser hinein auf die Seidenproduktion ausgerichtet. Spezielle lange und schmale Häuser mit großen Fenstern wurden für die besonderen Handwebstühle gebaut. Ein Großteil der Krefelder Bevölkerung war in der Textilproduktion beschäftigt. Auch der Wahlspruch der Stadt, „Eine Stadt wie Samt und Seide“, spiegelt diese Verbundenheit noch heute wider.
Die in Krefeld noch immer bekannte VerseidAG wurde 1920 nach dem Ersten Weltkrieg gegründet. Mehrere Textilbetriebe der Stadt, aus dem Umland und aus Thüringen schlossen sich zusammen, um den wirtschaftlichen und sozialen Unsicherheiten nach dem Ersten Weltkrieg zu trotzen. Die Geschäftsführer der neuen Verseidag waren Hermann Lange und Josef Esters. Zehn Jahre nach der Gründung beauftragten sie den bekannten Architekten des Neuen Bauens, Ludwig Mies van der Rohe, mit der Planung eines Produktions- und Verwaltungsgebäudes für ihre Firma, womit sie ein wichtiges Baudenkmal für Krefeld schufen.
Die VerseidAG wurde bis 1925 der weltweit führende Produzent für Krawatten- und Seidenstoffherstellung und beschäftigte bis 1940 6.000 Mitarbeiter. Im Zweiten Weltkrieg wurden der Firmensitz und die Industrie stark beschädigt. Das Unternehmen konnte nur schwer an seinen früheren Erfolg anknüpfen und wurde im Konkurrenzkampf mit Niedriglohnländern schließlich 1970 aus dem Bereich der Textilindustrie nahezu verdrängt. Es spezialisierte sich auf technische Textilien und Kunststoffgewebe. Heute ist die Verseidag-Indutex ein  Produzent technischer Textilien und hat seine Produktion vorwiegend ins Ausland verlagert. Der Firmensitz befindet sich noch in Krefeld, aber nicht mehr auf dem alten Firmengelände an der Girmesgath. 2010 wurde die Produktion dort eingestellt und die Firma zog in ein benachbartes Gebäude, das von Erich Holthoff, einem Mitarbeiter der Verseidag-Bauabteilung errichtet wurde. Seitdem werden das Gelände und die Gebäude der ehemaligen VerseidAG revitalisiert.

## Architektur

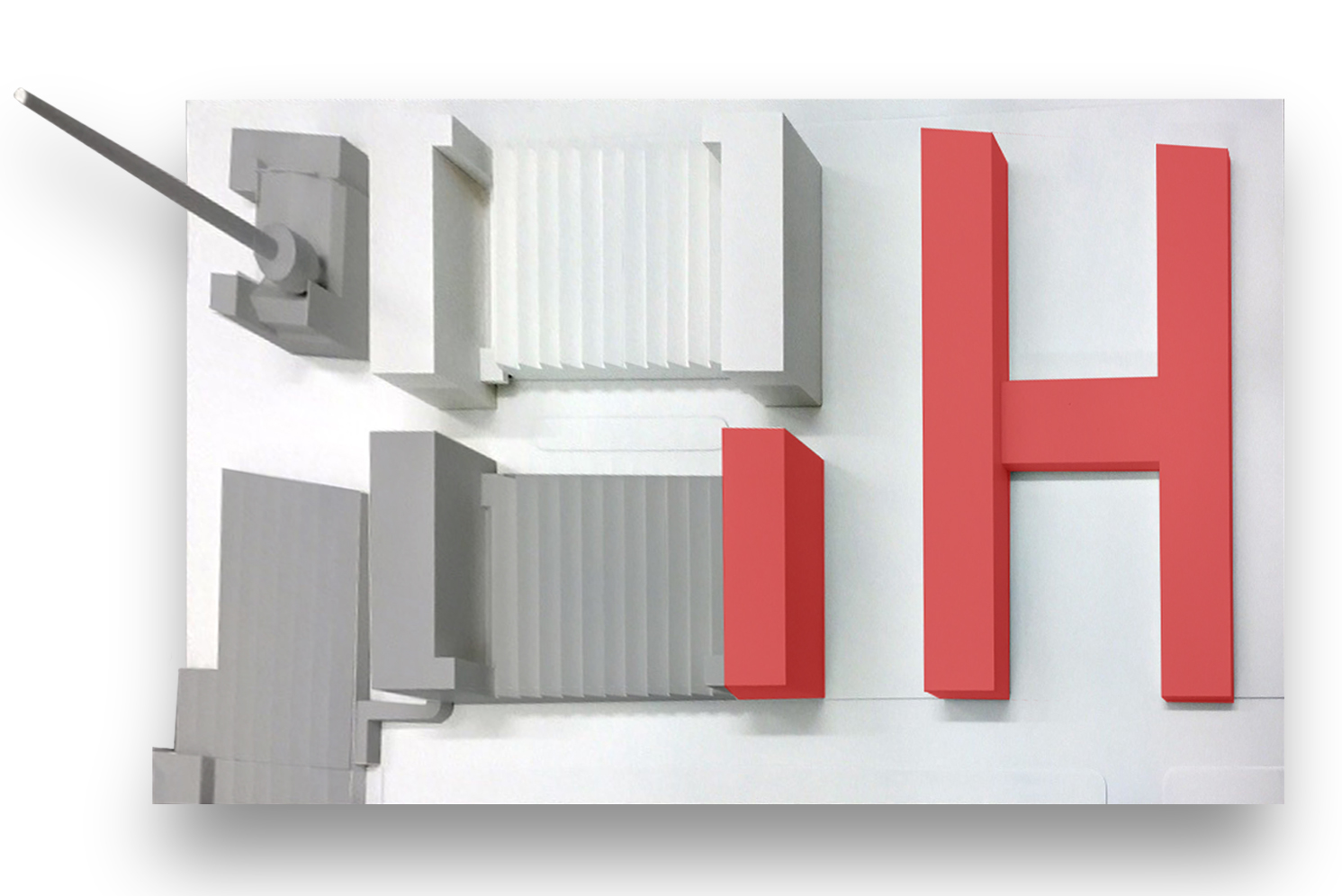
Modell eines möglichen Masterplans der VerseidAG-Gebäude

Von 1931 bis 1935 wurde der Fabrikbau für die VerseidAG und von 1937 bis 1939 ein Hauptverwaltungsgebäude von Mies van der Rohe geplant, das jedoch aufgrund des ausbrechenden Krieges nicht realisiert werden konnte. Trotz intensiver wissenschaftlicher Bauforschungen sind immer noch viele Fragen offen.
Für das Gelände der ehemaligen VerseidAG entwickelte Mies van der Rohe einen Masterplan mit verschiedenen Gebäudekomplexen. Die Anlage nahm in mehrfacher Hinsicht Mies’ späteren Campus für das Illinois Institute of Technology vorweg. Das Gelände des heutigen Mies van der Rohe Campus umfasst sieben Gebäude, die u. a. auf Mies van der Rohe zurückzuführen sind. Im Zentrum der Anlage und ihm geplant stehen das sogenannte HE-Gebäude für Herrenfutterstoffe (1931–35) und die angrenzende Shedhalle der Färberei (1931–1935). Dazu kommen das Kesselhaus (1932), die Warendurchsicht mit Uhrenturm (1932), die Schlichterei (1935/36) und das Pförtnerhaus (1935/36). Bis auf das Kesselhaus zeichnen sich diese Gebäude durch eine für Fabrikgebäude damals untypische weiße Fassadenfarbe aus. Die helle Fassade bricht mit der Konvention und verleiht dem Unternehmen ein neues, modernes und ästhetisches Image. Von Mies van der Rohe stammen das HE-Gebäude mit zuerst zwei und später vier Etagen, sowie die Färbereihalle mit vier und anschließend acht Sheds. Die Erweiterungen der Gebäude waren schon zu Beginn der Arbeiten eingeplant.

Seit 2010 werden die Gebäude im Sinne des Denkmalschutzes restauriert und revitalisiert. Zudem ist ein neues Gebäude geplant, dass sich am Stil des Architekten orientiert. Der Komplex aus HE-Gebäude und Shedhalle wird durch ein zweites HE-Gebäude gegenüber vom Ersten erweitert. Dies könnte dem postulierten Mies-van-der-Rohe-Masterplan entsprechen und die gespiegelte Gebäudeeinheit vollenden.

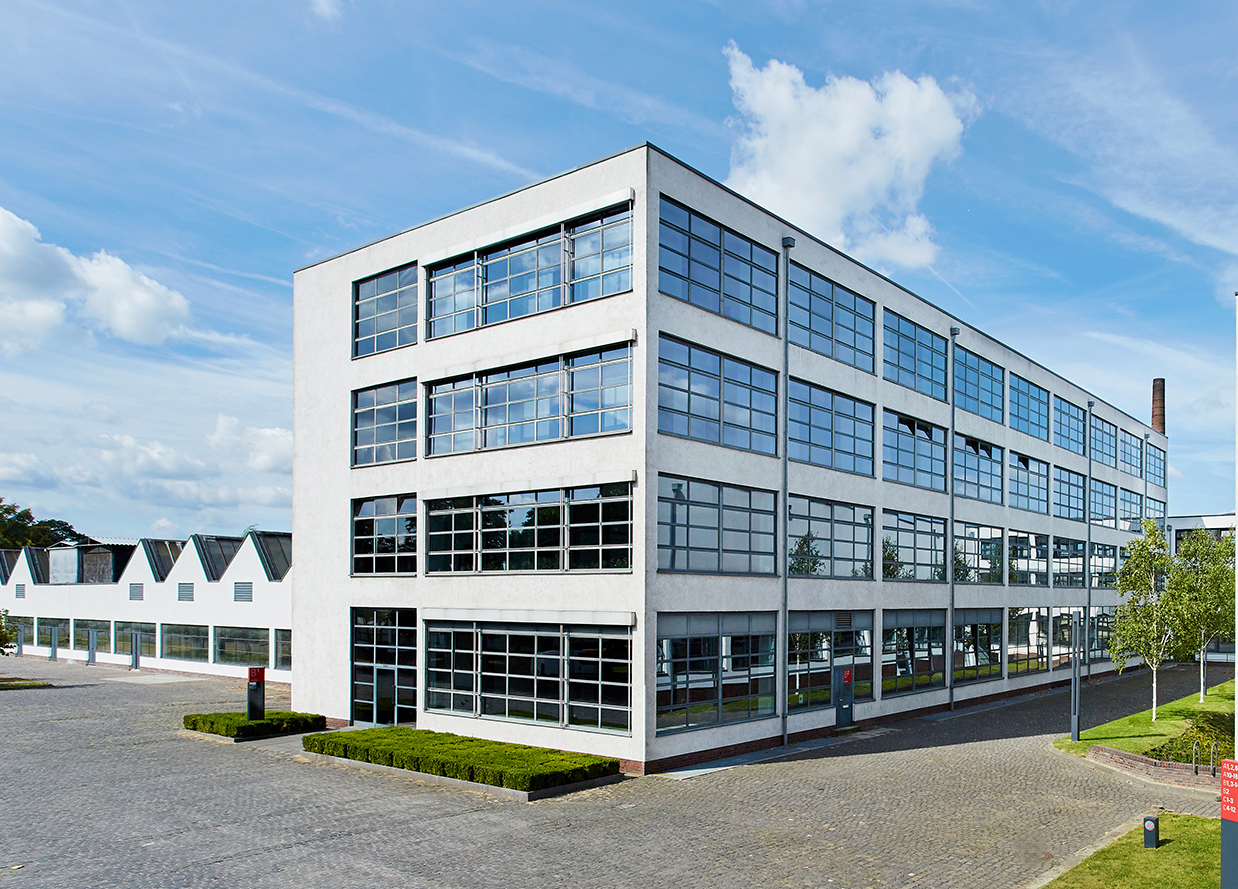
Gebäude für Herrenfutterstoffe (ehemaliges Gelände der VerseidAG)

## Die Gebäude
Ludwig Mies van der Rohes Bauwerke, das HE-Gebäude und die Färberei, zeigen eine klare kubische Form. Große Metallfenster der Firma Fenestra-Crittall schaffen einen lichtdurchfluteten Raum für beste Arbeitsbedingungen. Ein Skelett aus Stahlträgern ermöglicht eine offene Raumaufteilung. Nur wenige tragende Stützen unterbrechen den freien Innenraum. Außen sind beide Gebäude mit weißem Strukturputz bearbeitet. Am HE-Gebäude fällt eine spezielle Positionierung der Fallrohre auf. Der Architekt gliederte das Gebäude durch eine besondere Liniengebung, indem er die Fenster und Fallrohre im Verhältnis 1-2-3-2-1 anordnete. Zudem zeichnet sich das Gebäude durch ein außergewöhnliches Treppenhaus aus, das nahezu im Originalzustand erhalten ist.

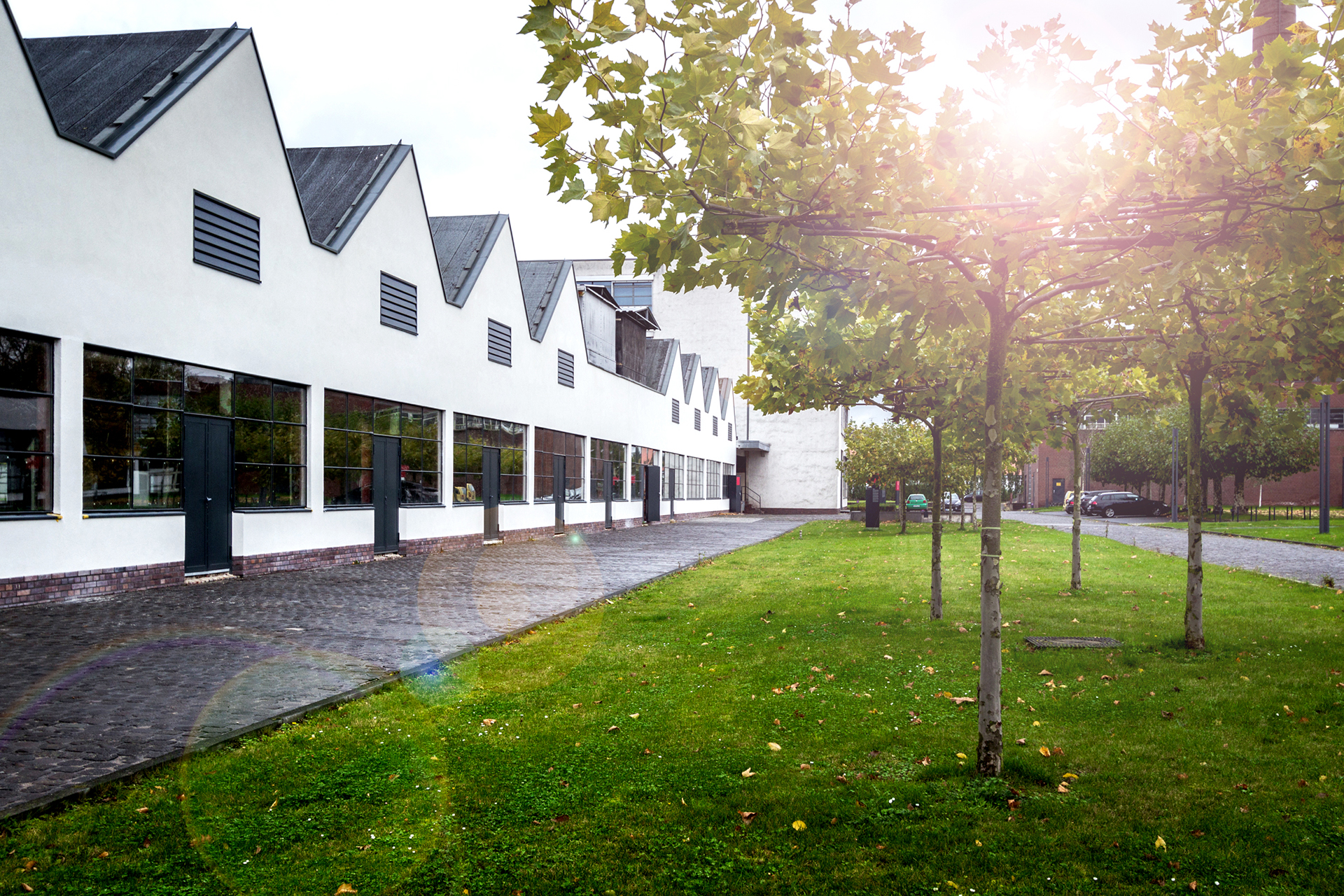
Färberei mit Sheddächern

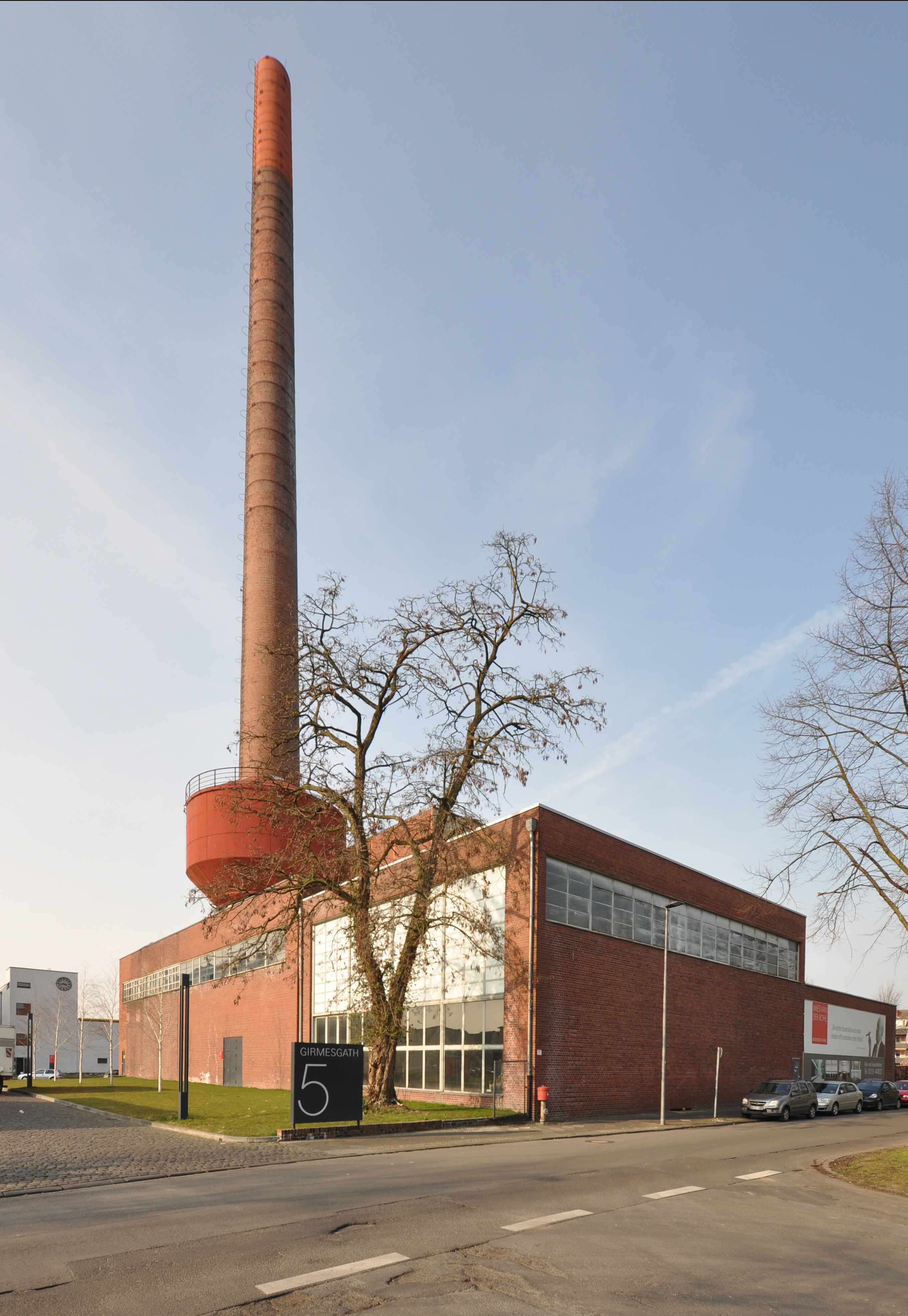
Kesselhaus

Der repräsentative Empfangsraum ist mit gebrannten Bockhorner Klinkern verkleidet und bildet so einen Kontrast zur weißen Außenfassade. Diese strukturierte, von der Funktion bestimmte Architektur ist auch bei der aus Beton gegossenen und scharrierten Treppe zu sehen. So sollte eine Aufkantung der Stufen das Herunterlaufen des Putzwassers verhindern. Zudem sind auf jeder Etage kleine Schränke integriert, hinter denen sich ein Wasserhahn für die Putzkräfte verbirgt. Die verschiedenen Etagen im HE-Gebäude sind multifunktional konstruiert. Die geöffnete Raumstruktur ermöglichte verschiedene Nutzungen von Lagerung über Repräsentation bis hin zum Verkauf. Dazu wurden kleine Büros mit Hilfe nachträglich hinzugefügter Trennwände separiert. Heute entstehen auf diesen Flächen nach demselben Prinzip vor allem Büros, aber auch größere Konferenzräume. Die Shedhalle der Färberei ist ebenfalls als offener und heller Raum geplant. Für die Färberei wurden Fenster nach dem Vorbild der Fenster für das HE-Gebäude verwendet, um auch hier einen Kontrast zwischen der hellen Fassade und den dunklen Fensterrahmen und Flächen zu erzeugen. Dies schafft ein klares Erscheinungsbild nach außen, sowie einen größeren Lichteinfall.
Die Pförtnerloge mit angrenzender Schlichterei errichtete Erich Holthoff (* 1904). Die Pförtnerloge bezieht sich direkt auf das HE-Gebäude. Wie das Fabrikgebäude selbst ist die Längsseite zur Straße durch horizontal angeordnete Fenster gegliedert. Dadurch entstehen fünf Felder, die durch die Fallrohre in die Einheiten 1-3-1 geteilt werden. Ursprünglich hatte das Haus auf der kurzen Seite einen deckenhohen Eingang mit Vordach. Dieser wurde in Folge der Bombenschäden des Zweiten Weltkriegs später umgebaut, sodass ein weiterer Raum im Eingangsbereich entstand. Für die VerseidAG war das Gebäude ein zentraler Versammlungsort für alle Mitarbeiter. In der Schlichterei, wo die Seidenfäden bei der Herstellung entwirrt wurden, befand sich außerdem die Kantine der VerseidAG. Im Inneren fällt die große Wandmalerei von Fritz Huhnen auf, die die Stadt Krefeld darstellt und direkt auf den Putz gemalt wurde. Sie ist heute noch erhalten. Beide Gebäude wurden denkmalschutzgerecht restauriert und werden heute von der Firma Interface genutzt.
Das Kesselhaus mit Klinkerfassade sticht aus den weißen Fabrikgebäuden heraus. Es wurde zusammen mit Mies van der Rohe geplant und in mehreren Bauabschnitten von der Bauabteilung der VerseidAG gebaut. Wie bei den anderen Gebäuden, dient eine Stahlskelettkonstruktion als Basis. Im Kesselhaus trägt sie nicht nur die Fassade und das Dach, sondern auch die aufliegende Krananlage. Wieder steht die Funktionalität im Vordergrund. Auch der Standort direkt an den werksinternen Bahnschienen wurde aufgrund der Effizienz gewählt. Mit der kompakten Form und den horizontal angeordneten Fenstern (Fensterbändern) fügt sich das Gebäude in das Gesamtbild der Anlage ein und bildet gleichzeitig einen farblichen Kontrast. Bis heute ist es in seinem Originalzustand erhalten. In Zukunft soll es als Veranstaltungshalle für kulturelle Veranstaltungen in Krefeld dienen.